# Biton mossambicus
Biton mossambicus är en spindeldjursart som beskrevs av Roewer 1954. Biton mossambicus ingår i släktet Biton och familjen Daesiidae. Inga underarter finns listade.